# کوه‌های جان کرو
کوه‌های جان کرو (انگلیسی: John Crow Mountains) رشته‌کوهی در جامائیکا است. این کوه‌ها به موازات ساحل شمال‌شرقی جزیره گسترش میابند و در غرب توسط رود ریو گرانده محدود می‌شود و در جنوب‌شرق به پایانه شرقی کوه‌های آبی متصل می‌شود. بلندترین نقطه در این رشته‌کوه، کمی بیش از ۳٬۷۵۰ فوت (۱٬۱۴۰ متر) است.
نام جان کرو برای این کوه‌ها نخستین بار در دههٔ ۱۸۲۰ به کار برده شد و از نام جامائیکایی برای کرکس بوقلمونی گرفته می‌شود. پیشنهاد شده‌است که پیش از این، رشته‌کوه با نام «سلسله‌کوه کریون کرو» شناخته می‌شد.